# Conditor collatatus
Conditor collatatus är en insektsart som beskrevs av William Lucas Distant 1916. Conditor collatatus ingår i släktet Conditor och familjen Machaerotidae. Inga underarter finns listade i Catalogue of Life.